# Emirato de Néyed
El Emirato de Néyed, conocido como el Segundo Estado saudita, existió entre 1824 y 1891 en Néyed, en las actuales provincias de Riad y Hail. El primer estado saudita, el Emirato de Diriyah, fue conquistado por el Eyalato de Egipto del Imperio Otomano durante la Guerra otomano-wahabi entre 1811 y 1818.  
El período del segundo estado estuvo marcado por menos expansión territorial y menos fervor religioso, aunque los líderes religiosos siguieron llamándose Imán y todavía empleaban eruditos religiosos del wahhabismo. Turki bin Abdulah bin Muhámmad reconquistó Riad de las fuerzas de Egipto en 1824 y se considera este hecho como el principio del segundo estado. Conflictos severos e internos dentro de la Casa de Saúd acabaron eventualmente con la caída de la dinastía en la batalla de Mulayda en 1891, entre fuerzas leales al imán saudí, Abdulrahman ibn Fáisal y la dinastía Rashidi, de Hail.

## Historia
En 1818 Mishari ibn Saúd, hermano de Abdulah ibn Saúd, último rey del Emirato de Diriyah, intentó reconquistar el poder pero pronto lo capturaron y mataron los egipcios. En 1824 Turki ibn Abdulah, nieto del fundador del primer estado, Muhámmad bin Saúd, evitó ser capturado por los egipcios y logró expulsar a las fuerzas de Egipto y sus aliados de la localidad de Riad y sus alrededores. Se lo considera como el fundador del segundo estado y además antepasado de los reyes modernos de Arabia Saudita. Estableció su capital en Riad y logró enrolar los servicios de muchos familiares que habían escapado de Egipto, incluyendo su hijo Fáisal bin Turki bin Abdulah Al Saúd.
Mishari ibn Abd ul-Rahman, un primo distante, mató a Turki en 1824 pero pronto fue asediado en Riad y, más tarde, Fáisal, el más destacado de los reyes del segundo estado, lo ejecutó. Sin embargo, cuatro años después los egipcios intentaron reconquistar Néyed y, sin apoyo de la población de la localidad, Fáisal fue derrotado y fue llevado como prisionero, por segunda vez, a Egipto en 1838.
Los egipcios instalaron a Jálid ibn Saúd, último hermano vivo de Muhámmad ibn Saúd, quien había pasado muchos años en la corte en Egipto, como rey en Riad y lo apoyaron con tropas egipcias. Sin embargo, en 1840 conflictos externos forzaron a los egipcios a retirar su presencia de la península árabe, dejando a Jálid con poco apoyo, quien fue derrocado poco después por Abdulah ibn Thuniyyan, de la rama colateral Al Thuniyyan. Sin embargo, liberó a Fáisal ese mismo año y, ayudado por los reyes de Al Rashid de Hail, reconquistó Riad, más tarde nombrando a su hijo Abdalah ibn Fáisal ibn Turki como príncipe heredero y dividiendo sus dominios entre sus tres hijos, Abdulah, Saúd bin Fáisal bin Turki y Muhámmad.
Fáisal murió en 1865 y Abdulah asumió el puesto de rey en Riad pero poco después lo desafió su hermano Saúd y pelearon una guerra larga en la cual se intercambiaron varias veces como reyes de Riad. Muhámmad ibn Abdulah ibn Rashid, de Hail, un vasallo de los saudíes, aprovechó la oportunidad para intervenir en el conflicto y aumentó su propio poder. Poco a poco, Ibn Rashid extendió su autoridad sobre la mayor parte de Néyed, incluyendo Riad. Por fin, expulsó al último líder saudí, Abd ul-Rahman ibn Fáisal, de Néyed después de la batalla de Mulayda en 1891.

## Reyes

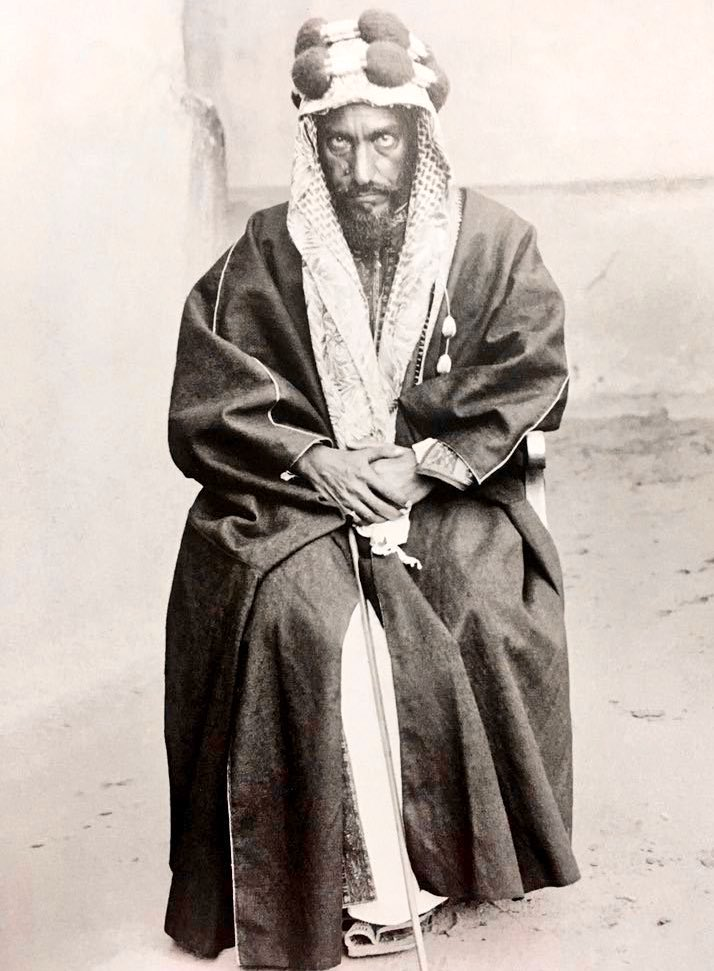
Abd ul-Rahman bin Fáisal, último gobernante del Emirato

- Imán Turki ibn Abdalah (primera vez) 1819–1820
- Imán Turki ibn Abdalah (segunda vez) 1824–1834
- Imán Mushari ibn Abd al-Rahman ibn Mushari 1834–1834 (usurpador)
- Imán Fáisal ibn Turki ibn Abdulah Al Saúd (primera vez) 1834–1838
- Imán Jálid ibn Saúd ibn Abd al-Aziz 1838–1841
- Imán Abdalah ibn Thunayyan ibn Ibrahim ibn Thunayyan ibn Saúd 1841–1843
- Imán Fáisal bin Turki bin Abdulah Al Saúd (segunda vez) 1843–1865
- Imán Abdalah ibn Fáisal ibn Turki (primera vez) 1865–1871
- Imán Saúd ibn Fáisal 1871–1871 (primera vez)
- Imán Abdalah ibn Fáisal ibn Turki (segunda vez) 1871–1873
- Imán Saúd ibn Fáisal (segunda vez) 1873–1875
- Imán Abdulrahman ibn Fáisal (primera vez) 1875–1876
- Imán Abdulrahman ibn Fáisal (segunda vez) 1876–1889
- Imán Abdulrahman ibn Fáisal (tercera vez) 1889–1891